# Aloe pillansii
Aloe dichotoma subsp. pillansii, Aloe pillansii (укр. Алое Піланса) — сукулентна рослина роду алое, підвид сагайдачного дерева (лат. Aloe dichotoma). Раніше визнавався окремим видом.

## Систематика
У 2013 році систематики виділили з роду алое 7 видів деревоподібних рослин до нового роду Aloidendron (A.Berger) Klopper & Gideon F.Sm., серед них і Aloe pillansii, що стало розглядатися як синонім Aloidendron pillansii (L.Guthrie) Klopper & Gideon F.Sm.

## Морфологічні ознаки

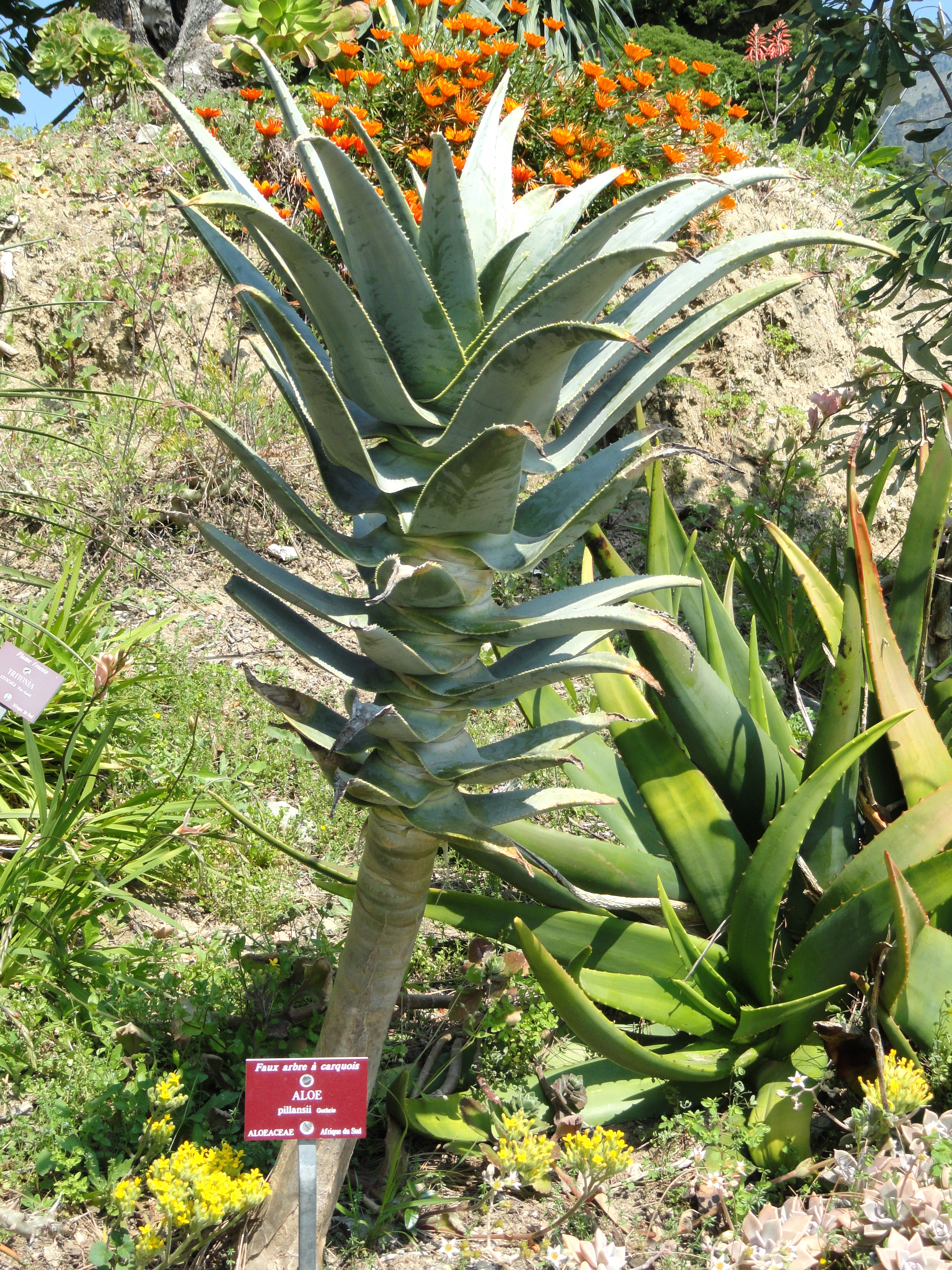
Aloe pillansii в ботанічному саду Val Rahmeh, Мантон, Приморські Альпи, Франція

Більш високе (до 10 м) і струнке ніж типовий вид, зазвичай менш розгалужене. Унікальна серед алое особливість цього таксона полягає в тому, що його квітконоси, що несуть до 50 китиць лимонно-жовтих квіток, виходять з пазух найнижчих (а не верхніх) листя розетки. Сам квітконіс при цьому звисає вниз, а його бічні гілки з китицями вигнуті догори.

## Місця зростання
Алое Піланса росте в Південній Африці, пустелі Наміб і в аридних районах плоскогір'я Намакваленд — на плоских вершинах кам'янистих невисоких пагорбів.

## Охорона
Aloe pillansii входить до Червоного Списку Міжнародного Союзу Охорони Природи видів на межі зникнення (CR).
Чисельність таксона оцінюється у 200 рослин і продовжує зменшуватися. Основні загрози: існує свідоцтво, що бабуїни і їжатці погризли стебла майже у третини популяції Aloe pillansii. Вплив кіз, ослів і колекціонерів рослин також може мати згубні наслідки.
Входить до списку СІТЕС.

## Значення
Aloe pillansii є важливим джерелом житла, нектару, їжі і вологи, особливо для орнітофауни.